# イガルク
イガルク (Igaluk）は、北米極北地方に住むエスキモー系先住民族（特にカナダのイヌイット）の神話に登場する月の神である。イガルクは至高神とされ、全ての物質や自然を支配している。グリーンランドではアニンガンと呼ばれる。

## 神話
イガルクはある村で妹であるマリナと暮らしていた。若い頃は同じ家に住んでいたが、成長すると、男女それぞれのロッジで分かれて住むようになった。離れてみると、マリナは村の娘の誰よりも美しいことがわかった。イガルクはある日、誰もが眠りについた深夜を狙ってマリナを強姦した。それは三夜続いたが、三日目の夜、マリナがランプのすすを手に取り、イガルクの顔に塗りつけた。事が終わり、イガルクが男のロッジに帰った後、マリナはランプを取って男のロッジの屋根にのぼり、天窓を通して見てみると、彼女の兄が犯人であることがわかって驚いた。
兄に強姦されたことを怒ったマリナはナイフで自らの胸を削ぎ、それを持ってイガルクのもとへ行った。「私を存分に楽しんだなら、これを食べなさい」と投げつけると、マリナは松明を掴んで逃げた。イガルクは同じように松明を取り、彼女の尻を追いかけた。彼女の逃げた後は血の跡が点々と付いていて、容易に追いかけることが出来たが、イガルクは躓いて松明を落としてしまい、わずかな燻りを残して火は消えてしまった。
マリナはそのまま空のかなたへ逃げて太陽になり、それを追いかけてイガルクもまた月になった。

## テュロク
テュロク（テュロック、Tulok）は、イヌイット神話におけるアニンガン（イガルク）の宿敵である。本当の戦士であり、アニンガンの近親相姦を知った後、彼に戦いを挑んだ。アニンガンが太陽を捕まえた時、テュロクはその火を消すために、空と太陽の上にある神の水を入れた桶を手に入れられるよう、速く走る術を考えた。マリナはこれを聞くと、太陽が損なわれた結果の破壊的な影響に気付いた。テュロクが天まで届いたそのとき、マリナはアニンガンと謀って蝕を起こし、彼を捕らえた。この後、彼は1000の断片に分かれ、星になったという。